# أرض ألكساندرا
أرض ألكساندرا هي جزيرة كبيرة تقع في أرخبيل فرنسوا جوزيف،أوبلاست أرخانغلسك،روسيا.تتواجد قاعدة ناغورسكوي على الجزيرة.